# Acanthoceto
Genre
Acanthoceto est un genre d'araignées aranéomorphes de la famille des Anyphaenidae.

## Distribution
Les espèces de ce genre se rencontrent en Amérique du Sud.

## Liste des espèces
Selon World Spider Catalog (version 17.5, 22/09/2016) :
- Acanthoceto acupicta (Nicolet, 1849)
- Acanthoceto cinerea (Tullgren, 1901)
- Acanthoceto ladormida Ramírez, 1997
- Acanthoceto marina Ramírez, 1997
- Acanthoceto pichi Ramírez, 1997
- Acanthoceto riogrande Ramírez, 1997
- Acanthoceto septentrionalis (Berland, 1913)

## Publication originale
- Mello-Leitão, 1944 : Arañas de la provincia de Buenos Aires. Revista del Museo de La Plata (Nueva Serie, Zoología), vol. 3, p. 311-393.